# 杰克·莱斯特
積克·威廉·利斯達（Jack William Lester，1975年10月8日—）出生於英格蘭谢菲尔德，是一名足球運動員，司職前鋒或進攻中場。

## 生平
甘士比
利斯達於甘士比展開其足球事業，於1994年簽署他的首份職業球員合約。在時仕領隊阿倫·巴克利（Alan Buckley）及其副手约翰·科克里尔（John Cockerill）提攜下逐漸晉身一隊行列，期間被外借到唐卡士打汲取上陣經驗，獲派11次上陣，其中5場任正選，在對奧連特時射入1球。1997/98年球季是利斯達在甘士比的黃金時期，除在一隊擔任常規正選外，更協助球隊兩度在溫布萊勝出決賽，首先甘士比在英格蘭聯賽錦標於加時憑黃金入球2-1擊敗般尼茅夫贏得獎盃；在乙組〈第三級〉聯賽排第三位，甘士比先在升級附加賽準決賽兩回合累計2-1擊敗富咸，再次晉身溫布萊在決賽1-0殺退諾咸頓，獲得升級到甲組〈第二級〉。利斯達繼續留隊直到1999/2000年球季中，在千禧年剛來臨之際於爭議聲中被出售，他為甘士比在聯賽上陣超過90場及射入17球，現時仍為球迷眼中的英雄人物。
諾定咸森林
時任諾定咸森林球員兼領隊的大衛·柏列於2000年1月28日以30萬英鎊簽入利斯達，據稱三星期前利斯達在甘士比主場4-3擊敗諾定咸森林中的表現吸引大衛·柏列的注意而達成收購的決定。利斯達花費一段時間才適應諾定咸森林的踢法，加盟首半季上陣15場只有兩球斬獲。2000年10月28日作客2-1擊敗史托港利斯達包辦森林的兩個入球，11月12日作客3-1擊敗基寧咸，利斯達大演帽子戲法。利斯達於12月進行手術根治一直困擾他的鼠蹊傷患而提早「收咧」，2000/01年球季只參與半季，上陣19場及射入7球。不得人心的大衛·柏列於2001年夏季離職轉任英格蘭U21教練，由保羅·赫特（Paul Hart）接任領隊，並將利斯達移後擔任進攻中場的角色，他亦成功轉型作為後上殺手，2001/02年球季合共上陣35場，射入6球。2002/03年球季利斯達一季內兩次領紅牌被驅逐離場，2002年9月14日主場0-1負於屈福特，利斯達與隊友大衛·普律頓因嚴重犯規先後被球證直接出示紅牌趕離場；12月21日主場2-0擊敗雷丁，利斯達再次被逐，領隊保羅·赫特於完場後質問球證，因而被足總控告行為不檢，罰款500英鎊及作出警告。5月4日聯賽煞科戰作客2-2賽和洛達咸，利斯達射入一球，森林獲得聯賽第6位可以參加升級附加賽對錫菲聯，惟兩回合累計3-5無功而回。季後約滿的利斯達雖然表示希望留隊，但負債累累的森林在升級失敗後只好放棄他，效力期間上陣超過100場及射入24球。
錫菲聯
2003年7月6日利斯達免費加盟其出生城市的球會錫菲聯，積極擴軍爭取升級的錫菲聯在開季前簽入7名新球員，利斯達復任前鋒在前線攻堅。為錫菲聯第二場披甲，在英格蘭聯賽盃第一圈作客2-1險勝馬爾斯菲梅開二度。利斯達在2003/04年球季有平穩的表現，亦獲得領隊尼爾·禾諾克（Neil Warnock）多次點名稱讚，射入包括12個聯賽賽入球共15球，使他成為球隊的首席射手，但錫菲聯在聯賽只排第8位，未能取得升級附加賽資格。2004年8月24日聯賽盃主場戰至加時後才以4-1擊敗史托港，利斯達射入第四球「埋齋」，這亦是他效力錫菲聯射入最後的一球，於11月離隊返回諾定咸森林前為錫菲聯上陣50場及射入16球。
諾定咸森林（第二度）
2004年11月26日利斯達以約5萬英鎊重返由祖·堅尼亞（Joe Kinnear）執教的諾定咸森林，簽約兩年半，協助森林護級，他在首場主場比賽對昆士柏流浪頂入為球隊鎖定2-1勝局，但於下場作客對打比郡時觸傷膝蓋十字韌帶而提早「收咧」，而祖·堅尼亞亦於賽後兩日辭職。利斯達直到翌年3月才恢復體能訓練，未及復出而森林已於季末降級到英甲。2005年8月17日利斯達在預備隊復出踢足90分鐘，養傷9個月後，於9月17日正式上陣出戰洛達咸，並連續三場取得入球，復出首季上陣39場及射入5球，但他已非常規正選，大部分比賽均為後補上場。2006/07年球季科林·考尔德伍德（Colin Calderwood）接替加里·麦格森（Gary Megson）出任森林領隊，科林·考尔德伍德將陣中4名前鋒輪換上陣，森林獲得聯賽第4位參加升級附加賽，準決賽首回合作客領先伊奧維2-0，但回到主場卻以2-5落敗，累計4-5出局。未能升級的森林於季後放棄包括利斯達在內的9名球員，第二度效力森林的利斯達共為球隊上陣87場及射入13球。
車士打菲特
2007年6月4日年已31歲的利斯達加盟剛降級到英乙的車士打菲特，簽約三年直到2010年才屆滿。利斯達在加盟後有非常穩定的入球數字，首三個月每月均有3球斬獲，於11月6日作客4-2擊敗林肯城演出帽子戲法，3場聯賽射入5球，獲選為11月「英乙每月最佳球員」。2008年3月22日對阿克寧頓時撞破鼻而需缺陣三星期。4月27日入選PFA英乙年度最佳陣容。5月3日聯賽煞科日主場1-1賽和諾士郡，利斯達射入個人本季第27球，成為球隊首席射手，是車士打菲特近50年來入球最多的球員，其中在聯賽的25球使他位列英乙神射手第三名；而他亦是球隊戰後於一季內最快射入20球的球員，於2009年1月21日電視直播對赫里福特聯時射入他本季第20球及個人生涯第100球；利斯達這季每場入球比率在歐洲排名第三，僅次於C朗拿度及費蘭度·托利斯。利斯達亦包辦車士打菲特的球迷票選年度最佳球員（Fans Player of the Year）及球員互選年度最佳球員（Players Player of the Year）兩個獎項。
2008/09年球季利斯達繼續保持水準，於聯賽開鑼日作客3-1擊敗班列特梅開二度，但他在8月16日對貝利賽前熱身觸傷大腿，只比賽了16分鐘便退下火線，因大腿過勞而缺陣兩星期，復出僅一場後，於操練時因相同傷患再缺陣兩週。10月初有傳言利斯達要求轉會，他即時作出否認。12月9日英格蘭足總盃第二圈主場對特羅斯登（Droylsden），直到完場前12分鐘仍然1-1平手，特羅斯登球員見有球員受傷而將球踢出界外，但車士打菲特的球員隨即擲出界外球給利斯達順腳「笠死」對方門將成2-1，特羅斯登的球員群起抗議，車士打菲特的領隊李·理查森（Lee Richardson）為息事寧人，指令已方球員在中圈開球後不作攔截，讓對方射入扳平2-2；重賽時利斯達先拔頭籌，車士打菲特下半場增添紀錄成2-0，但於70分鐘因球場泛光燈故障而腰斬；再次重賽時利斯達一度扳平1-1，但特羅斯登下半場反勝2-1，而利斯達在完場前因肘撞對手而被罰紅牌離場；但故事尚未完結，車士打菲特賽後發覺為特羅斯登射入兩球的辛恩·紐頓（Sean Newton）在當日應該停賽，因而提出上訴，足總判處得值而獲得晉級資格。2009年1月28日聯賽主場對艾斯特城，利斯達包辦兩球鎖定2-1勝局，是球隊自10月以來首場主場勝仗，更射入個人聯賽第100個入球的里程碑。3月28日聯賽主場2-1擊敗維爾港，利斯達再次包辦兩個入球，是個人本季第20及21球，更成為車士打菲特80年來首名連續兩季射入20球的球員。4月7日聯賽1-1賽和林肯城，利斯達射入第20個聯賽入球，雖沒能為球隊帶來勝仗，但卻使他與格兰特·霍尔特（Grant Holt）成為2008/09年球季英乙併列首席神射手。4月25日聯賽作客0-1負於阿克寧頓為利斯達帶來本季的污點，除敗仗使車士打菲特晉身升級附加賽的機會破滅外，是日擔任隊長的利斯達，於79分鐘因不服判決而被球證直接出示紅牌驅逐離場，個人第二次一季內兩次見紅，因停賽而提早「收咧」而無緣煞科戰。5月5日在車士打菲特年度頒獎典禮中，利斯達除獲選為球迷票選年度最佳球員（Supporters Player of the Year）外，更以23球成為球隊首席射手。

## 榮譽
甘士比
- 乙組〈第三級〉聯賽附加賽冠軍：1997/98年；
- 英格蘭聯賽錦標：1997/98年；

個人
- PFA英乙年度最佳陣容：2008年；

## 外部連結
- 足球数据库：杰克·莱斯特的球员统计数据